# Stegling
Stegling från verbet "stegla" med betydelsen att spika fast en avrättad persons kropp eller huvud och eventuellt högra hand på en påle i förnedrande och avskräckande syfte. Stegling var vanlig i Sverige under medeltiden och framåt, bland annat som straff för upprorsmän som till exempel snapphanar. Man kunde även steglas levande, som framgår av nyhetsbladet Mercurius den 10 april 1678 då en snapphane "rådbråkades och steglades levande".  
Stegling förbjöds i Sverige 1841 samtidigt med alla andra så kallade skärpta dödsstraff. Juristen Knut Olivecrona berättar i sin bok Om dödsstraffet från 1866 (utökad upplaga 1891) att han fick sin övertygelse om dödsstraffets förkastlighet efter att i barndomen på 1830-talet ha sett en avrättningsplats, där steglade kroppar och kroppsdelar lämnats kvar till allmänhetens beskådande.